# Lawshall
Lawshall – wieś w Anglii, w hrabstwie Suffolk, w dystrykcie Babergh. Leży 32 km na zachód od miasta Ipswich i 93 km na północny wschód od Londynu. W 2001 miejscowość liczyła 935 mieszkańców.